# Litopterns
Els litopterns (Litopterna, ‘talons llisos’) formen un ordre de mamífers euteris extints de Sud-amèrica. A causa de les condicions d'aïllament insular en què es trobava Sud-amèrica després de la fragmentació de Gondwana, hi aparegueren nombrosos animals de físic estrany. Alguns foren els litopterns, que ocuparen els nínxols ecològics ocupats pels artiodàctils i perissodàctils en altres continents.